# Röns
Röns est une commune autrichienne du district de Feldkirch dans le Vorarlberg.